# Bundesregierung Schallenberg
Die Bundesregierung Schallenberg war die vom 11. Oktober 2021 bis zum 6. Dezember 2021 amtierende Bundesregierung der Zweiten Republik Österreich. Sie wurde abgelöst von der Bundesregierung Nehammer.

## Geschichte
Nachdem Bundeskanzler Sebastian Kurz am 9. Oktober 2021 wegen der ÖVP-Korruptionsaffäre zurückgetreten war, schlug die ÖVP dem Koalitionspartner Die Grünen den bisherigen Außenminister Alexander Schallenberg als neuen Bundeskanzler für eine Fortsetzung der türkis-grünen Koalition vor. Schallenberg gilt als Kurz’ loyaler Gefolgsmann.

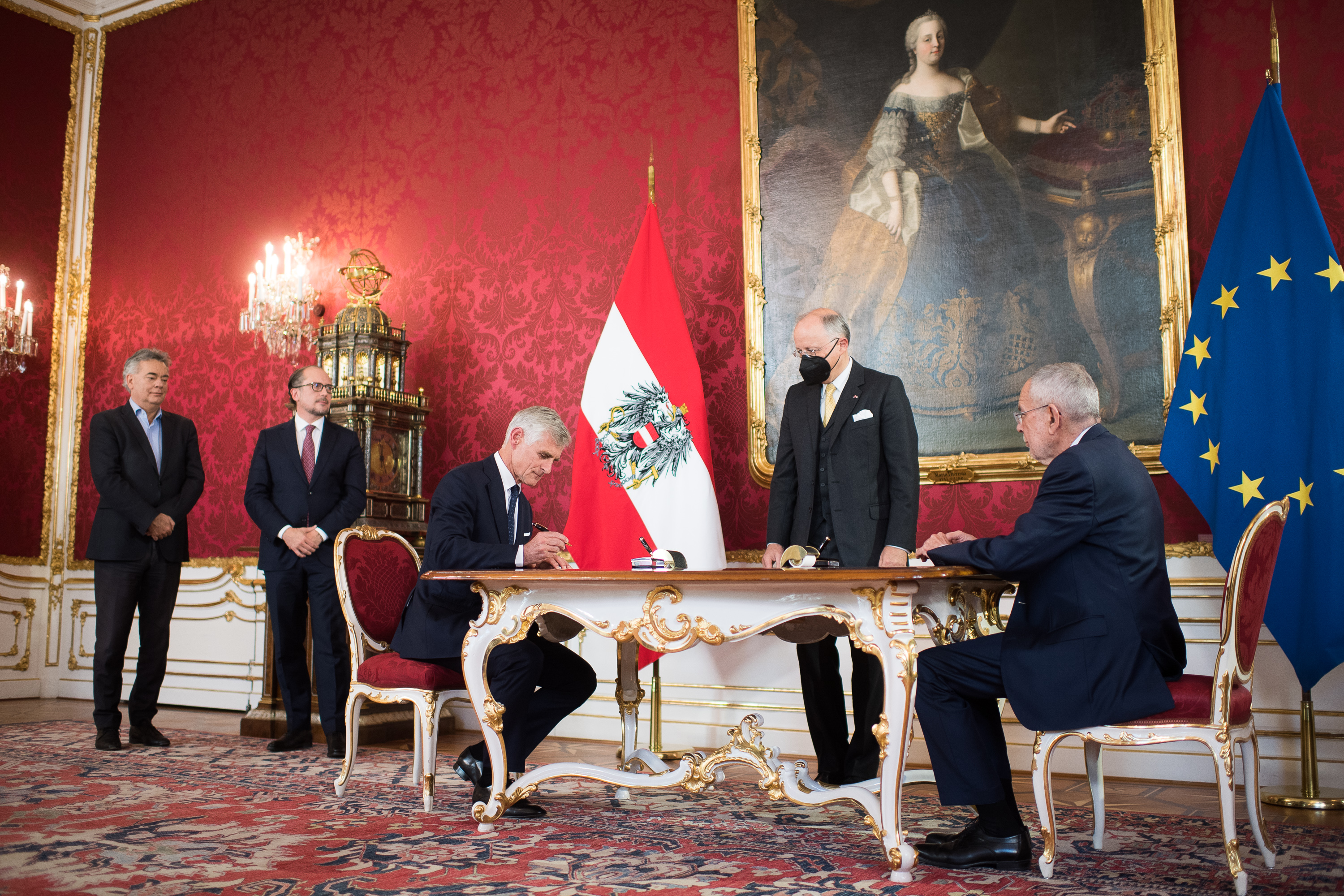
Angelobung von Bundeskanzler Schallenberg und Außenminister Linhart am 11. Oktober 2021

Nach Gesprächen zwischen Schallenberg und dem Vizekanzler Werner Kogler sowie dem Bundespräsidenten Alexander Van der Bellen wurden am 11. Oktober 2021 Alexander Schallenberg als Bundeskanzler und der Diplomat Michael Linhart als neuer Außenminister angelobt. Die übrigen Regierungsmitglieder der Bundesregierung Kurz II blieben in ihren Ämtern. Das Regierungsprogramm wurde unverändert übernommen.
Am 2. Dezember 2021 kam es zu weiteren Veränderungen in der Führung der Volkspartei. Gegen 18 Uhr stellte Schallenberg daraufhin sein Amt als Bundeskanzler zur Verfügung. Er sei „der festen Ansicht, dass beide Ämter – Regierungschef und Bundesparteiobmann der stimmenstärksten Partei Österreichs – rasch wieder in einer Hand vereint sein sollten.“
Zwei Stunden später kündigte Finanzminister Blümel seinen Rücktritt per Video an.
Die Volkspartei stellte am Folgetag die Weichen für eine geordnete interne Übergabe, der bisherige Innenminister Karl Nehammer wurde zum designierten Parteiobmann. Der Bundesparteivorstand schlug dem Bundespräsidenten vor, Nehammer auch zum Kanzler zu ernennen. Bildungsminister Faßmann bot Nehammer sein Amt zur freien Verfügung an, um Landesorganisationen der Volkspartei zufrieden zu stellen. Die Angelobung der Nachfolgeregierung fand am 6. Dezember statt.

## Liste der Regierungsmitglieder
| Amt                                                                                      | Foto | Name                   | Partei | Partei                            | Staatssekretär/in, beigegeben zur Unterstützung für | Foto | Partei | Partei                                                         |
| ---------------------------------------------------------------------------------------- | ---- | ---------------------- | ------ | --------------------------------- | --------------------------------------------------- | ---- | ------ | -------------------------------------------------------------- |
| Bundeskanzler                                                                            |      | Alexander Schallenberg |        | ÖVP                               |                                                     |      |        |                                                                |
| Vizekanzler und Bundesminister für Kunst, Kultur, öffentlichen Dienst und Sport          |      | Werner Kogler          |        | Grüne                             | Andrea Mayer, Kunst und Kultur                      |      |        | SPÖ (Mitgliedschaft ruhend gestellt, von den Grünen nominiert) |
| Bundesminister für europäische und internationale Angelegenheiten                        |      | Michael Linhart        |        | ÖVP                               |                                                     |      |        |                                                                |
| Bundesminister für Soziales, Gesundheit, Pflege und Konsumentenschutz                    |      | Wolfgang Mückstein     |        | Grüne                             |                                                     |      |        |                                                                |
| Bundesminister für Bildung, Wissenschaft und Forschung                                   |      | Heinz Faßmann          |        | parteilos (von der ÖVP nominiert) |                                                     |      |        |                                                                |
| Bundesministerin für Digitalisierung und Wirtschaftsstandort                             |      | Margarete Schramböck   |        | ÖVP                               |                                                     |      |        |                                                                |
| Bundesminister für Finanzen                                                              |      | Gernot Blümel          | ÖVP    |                                   |                                                     |      |        |                                                                |
| Bundesminister für Inneres                                                               |      | Karl Nehammer          | ÖVP    |                                   |                                                     |      |        |                                                                |
| Bundesministerin für Landesverteidigung                                                  |      | Klaudia Tanner         | ÖVP    |                                   |                                                     |      |        |                                                                |
| Bundesministerin für Landwirtschaft, Regionen und Tourismus                              |      | Elisabeth Köstinger    | ÖVP    |                                   |                                                     |      |        |                                                                |
| Bundesministerin für Justiz                                                              |      | Alma Zadić             |        | Grüne                             |                                                     |      |        |                                                                |
| Bundesministerin für Klimaschutz, Umwelt, Energie, Mobilität, Innovation und Technologie |      | Leonore Gewessler      | Grüne  | Magnus Brunner, Umweltressort     |                                                     |      | ÖVP    |                                                                |
| Bundesminister für Arbeit                                                                |      | Martin Kocher          |        | parteilos (von der ÖVP nominiert) |                                                     |      |        |                                                                |
| Kanzleramtsministerin (Frauen, Familie, Jugend und Integration)                          |      | Susanne Raab           |        | ÖVP                               |                                                     |      |        |                                                                |
| Kanzleramtsministerin (EU und Verfassung)                                                |      | Karoline Edtstadler    | ÖVP    |                                   |                                                     |      |        |                                                                |